# Sihlea
Sihlea là một xã thuộc hạt Vrancea, România. Dân số thời điểm năm 2002 là 5375 người.